# Fuencaliente
Fuencaliente egy község Spanyolországban, Ciudad Real tartományban. Fuencaliente Andújar, Cardeña, Brazatortas, Cabezarrubias del Puerto, Hinojosas de Calatrava és Solana del Pino községekkel határos. Lakosainak száma 1001 fő (2024).

## Népesség
A település népessége az elmúlt években az alábbi módon változott:
| Lakosok száma | 1292 | 1246 | 1186 | 1145 | 1112 | 1088 | 1055 | 1036 | 1018 | 1001 |
|               | 2001 | 2004 | 2006 | 2009 | 2011 | 2014 | 2016 | 2019 | 2021 | 2024 |